# Nuno Freitas
Nuno Miguel Marta de Oliveira da Silva Freitas (Coimbra, 22 de junho de 1971) casado, pai de três filhos e natural de Coimbra onde estudou e iniciou a carreira médica.

## Médico
Licenciatura em Medicina pela Faculdade de Medicina da Universidade de Coimbra em 1996. Após a licenciatura fez o Internato Geral Médico e o Internato Complementar Especialidade em Anestesiologia nos Hospitais da Universidade de Coimbra. Pós-graduado em Direito da Medicina pela Faculdade de Direito da Universidade de Coimbra, pós-graduado em Anestesiologia pela Faculdade de Medicina da Universidade do Porto e instrutor avançado de Simulação Médica pela Harvard Medical School. 
Iniciou a sua actividade clínica como médico eventual no Centro Hospitalar e Universitário de Coimbra e tirou o Curso de VMER (Viatura Médica de Emergência e Reanimação) para Médicos do Instituto Nacional de Emergência Médica (INEM). No seu percurso profissional acumulou experiência clínica no Hospital Rainha Santa Isabel e Centro Hospitalar e Universitário de Coimbra. Actualmente é Anestesiologista da rede Hospital da Luz e em regime de prestação de serviços no Centro de Saúde Militar de Coimbra. 
Desempenhou funções como primeiro Coordenador (2008-2009) do Centro de Simulação Biomédica dos Hospitais da Universidade de Coimbra e foi um dos membros fundadores da Sociedade Portuguesa de Simulação Associada às Ciências da Saúde (SPSim) e Formador em Simulação Avançada pelo EUSIM.
Membro da Direção da Competência em Emergência Médica da Ordem dos Médicos, desde 2012, e associado da European Society of Anesthesiology, The European Society of Regional Anaesthesia & Pain Therapy (ESRA), The Society in Europe for Simulation, Society for Simulation in Healthcare, International Anesthesia Research Society, Sociedade Portuguesa de Anestesiologia, Clube de Anestesiologia Regional e do Centro de Estudos de Bioética. Participou em diversos cursos, seminários, congressos e reuniões científicas nacionais e internacionais nas áreas de Anestesiologia, Simulação Médica, Bioética e Emergência Médica. 

## Gestor e Empreendedor
Fundador e CEO da scale-up MEDSIMLAB fundada em 2008 no IPN sobre o mote “Medical Simulation for Best Practices”, dedica-se à simulação médica de alta-fidelidade, procurando introduzir melhorias no ensino e treino contínuo dos estudantes e profissionais de saúde, com um impacto positivo significativo na qualidade dos cuidados de saúde prestados e na segurança do doente. Com uma relação sólida com a CAE Healthcare, líder mundial no desenvolvimento de simuladores médicos de alta-fidelidade, a MEDSIMLAB oferece uma vasta gama de tecnologías de última geração e disponibiliza serviços e soluções integradas, especializadas e personalizadas no planeamento, conceção e implementação de Centros de Simulação Clínica multidisciplinares e interprofissionais.
A MEDSIMLAB tornou-se líder neste mercado em Portugal, expandindo rapidamente os seus produtos e serviços para os países de língua portuguesa bem como para outros mercados emergentes por todo o globo. Desde o início, com um background tecnológico, educacional e clínico em emergência médica e cuidados críticos, a MEDSIMLAB tem desenvolvido competências internas contando com uma equipa especializada multidisciplinar e um ecossistema que incentiva à inovação de processos, serviços e produtos.
Em 2020 foi distinguida pela consultora Deloitte, com o prémio EMEA Technology Fast 500™, numa sessão pública realizada em Lisboa, no Deloitte Hub e que contou com a presença das 32 empresas portuguesas vencedoras.

## Cidadania e Política
Enquanto estudante, participou em diferentes actividades associativas, culturais e desportivas, tendo tido a primeira experiência de liderança na Associação de Estudantes da Escola Secundária Infanta D. Maria.

Eleito presidente da Comissão Política Distrital de Coimbra da JSD, entre 1991 e 1995 representou a Juventude Social-Democrata na Direcção Nacional do PSD. Nas eleições legislativa de 1999 foi eleito deputado do PSD pelo círculo de Coimbra (VIII Legislatura da Terceira República Portuguesa) e fez parte da Comissão Parlamentar de Saúde, a Sub-Comissão Parlamentar da Toxicodependência e ainda das comissões de Juventude e Desportos e Eventual sobre Timor-Leste. Autor, co-autor e relator de diversas iniciativas legislativas, designadamente nas áreas da saúde e toxicodependência.
Fez parte da lista do PSD candidata ao município de Coimbra nas autárquicas de Dezembro de 2001, assumindo em Janeiro de 2002 o cargo de Vereador, com competências nas áreas sociais, designadamente Educação e Ciência, Acção Social e Família, Luta Contra as Toxicodependências, Desporto e Juventude, Ambiente e Espaços Verdes, Higiene e Saúde Pública.
Integrou o Grupo de Trabalho da Candidatura de Coimbra a Capital Europeia da Cultura 2027, constituído por nomeação do Presidente da Câmara Municipal de Coimbra, composto por diferentes personalidades em representação das mais variadas áreas do saber, unidos na missão de repensar estrategicamente a cultura em Coimbra, e empenhados em torno de um mesmo objetivo, histórico e inadiável, de elevar Coimbra a Capital Europeia da Cultura em 2027.
Eleito presidente da Comissão Política Concelhia do PSD entre 2017 e 2019. Em 2020 a concelhia do Partido Social Democrata (Portugal) de Coimbra manifestou interesse e apoio numa eventual candidatura de Nuno Freitas à câmara de Coimbra em 2021.